# Ammodytoides xanthops
Ammodytoides xanthops és una espècie de peix pertanyent a la família dels ammodítids.

## Descripció
- Pot arribar a fer 12,2 cm de llargària màxima.
- És de color gris morat fosc al dors i blau argentat pàl·lid als flancs i la zona ventral.
- La major part del cap per davant dels ulls és groga, mentre que la part frontal del musell i l'extrem de la mandíbula inferior presenten una tonalitat fosca.
- 48-49 radis tous a l'aleta dorsal i 23-24 a l'anal.
- 15-16 radis a l'aleta pectoral (normalment, 15).
- 57-59 vèrtebres.
- 106-112 escates a la línia lateral.
- Absència d'escates petites sobre l'opercle.
- Té entre 6 i 7 punts negres a la vora de l'aleta dorsal.
- Aleta caudal amb una vora ampla i negrosa.[4][5]

## Hàbitat
És un peix marí, pelàgic-nerític i de clima tropical que viu entre 26 i 62 m de fondària.

## Distribució geogràfica
Es troba a l'Índic occidental: Moçambic.

## Observacions
És inofensiu per als humans.